# Isla Beecher
La isla Beecher  (en inglés: Beecher Island) es un banco de arena situado a lo largo del curso inferior del río Arikaree, un afluente del North Fork del río Republican cerca de Wray en el condado de Yuma, en Colorado al oeste de Estados Unidos. El sitio es notable por haber sido el escenario de un conflicto armado en 1868 entre elementos del Ejército de los Estados Unidos y varios miembros de tribus nativas de las planicies. La isla fue nombrada por el teniente Frederick Henry Beecher del tercio de Infantería (sobrino de Henry Ward Beecher y veterano de la batalla de Gettysburg), uno de los militares que murieron durante lo que se conoció como la batalla de isla Beecher. La "isla" y los cursos del río han sido modificados por varias inundaciones desde 1868.